# Ньягронг
Ньягронг (тиб. ཉག་རོང།, Вайли: nyag rong, тиб. пиньинь: Nyagrong) или Синьлун (кит. упр. 新龙, пиньинь Xīnlóng) — уезд Гардзе-Тибетского автономного округа провинции Сычуань (КНР). Правление уезда размещается в посёлке Жулун.

## История
Уезд был образован в 1911 году под названием Хуайжоу (怀柔县), в 1912 году сменил название на Чжаньхуа (瞻化县). В 1936 году через уезд прошла Красная армия Китая, совершавшая Великий поход.
В 1939 году была создана провинция Сикан и уезд вошёл в её состав.
В апреле 1950 года в составе провинции Сикан был образован Специальный район Кандин (康定专区), и уезд вошёл в его состав; в декабре 1950 года Специальный район Кандин был переименован в Тибетский автономный район провинции Сикан (西康省藏族自治区). В 1952 году уезд получил современное название. В 1955 году провинция Сикан была расформирована, и район был передан в состав провинции Сычуань; так как в провинции Сычуань уже имелся Тибетский автономный район, то бывший Тибетский автономный район провинции Сикан сменил название на Гардзе-Тибетский автономный округ.

## Административное деление
Уезд делится на 2 посёлка и 17 волостей.